# Рид, Джон (биолог)
Джон Рид (англ. John C. Reed, род. 11 октября 1958) — исполнительный вице-президент по фармацевтическим исследованиям и разработкам компании Johnson & Johnson. Ранее он занимал должность исполнительного вице-президента и глобального руководителя отдела исследований и разработок компании Sanofi, глобального руководителя отдела фармацевтических исследований и ранних разработок компании Roche, а также генерального директора Медицинского научно-исследовательского института Sanford-Burnham в Ла-Холья, Сан-Диего, Калифорния. Он был пионером в области апоптоза, особенно в отношении рака; он изучал онкогены и обнаружил, что некоторые из них, по-видимому, регулируют гибель клеток, а не их деление.

## Академическая карьера
Рид получил степень бакалавра в Университете Вирджинии и степень доктора медицины в Медицинской школе Пенсильванского университета. Затем он прошёл постдокторскую стажировку в Институте анатомии и биологии Вистара. Он является членом Американской ассоциации содействия развитию науки.